# Commander Perkins
Commander Perkins ist eine Science-Fiction-Serie von H. G. Francis, die teils als Hörspiel und teils als Roman-Serie erschien.

## Grundlegendes
Die Serie spielt etwa 100 Jahre in der Zukunft. Die Menschheit hat den Mond besiedelt. Die Mondbasis Delta-4 stellt einen zentralen Handlungsschauplatz dar. Das heimatliche Sonnensystem ist zum Teil erforscht.
Der Wissenschaftler Professor Dr. Arthur Common hat mit Hilfe seiner Tochter Cindy, die als seine Assistentin fungiert, den Dimensionsbrecher erschaffen. Dabei handelt es sich um ein Transportsystem, mit dem ohne Zeitverlust beliebige Entfernungen überwunden werden können, indem unter enormem Energieaufwand die Dimensionen aufgebrochen werden. Dabei können einige Menschen, aber auch Ausrüstungsgegenstände oder Waffen beliebig weit geschickt und zurückgeholt werden. Durch die Reisen von Commander Randy Perkins und seinem Freund und Kollegen Major Peter Hoffmann auf fremde Planeten wird die Menschheit in interstellare Konflikte hineingezogen.
Die Hauptpersonen
- Commander Randy Perkins, ein erfahrener Offizier und der Protagonist
- Major Peter Hoffmann, Kommunikationsoffizier und Perkins bester Freund, neigt zu Kurzschlusshandlungen
- Professor Dr. Arthur Common, Astrophysiker, der Erfinder des Dimensionsbrechers
- Cindy Common, Physikerin und Mathematikerin, seine impulsive Tochter und Assistentin
- Ralph Common, der zwölfjährige Sohn des Professors hat telepathische Talente
- Oberst G. Camiel Jason, Kommandeur der Mondbasis, ein Unsympath
- Camiel, ein Roboter der Individualklasse, bringt Humor in die Serie mit ein
- General Basil Lucan Crinian, der Oberbefehlshaber der Streitkräfte der Erde

## Die Zyklen

### DerWeganer-Sechsteiler
Der erste Zyklus besteht aus sechs Hörspielfolgen, die von 1976 bis 1978 von Europa produziert wurden. Regie führte Heikedine Körting, die Textvorlagen verfasste H. G. Francis. Die Lauflänge der einzelnen Hörspiele variiert zwischen 35 und 50 Minuten.
Die einzelnen Folgen:
1. Das Tor zu einer anderen Welt (1976)
2. Im Strom der Unendlichkeit (1976)
3. Das Geheimnis der Ufos (1977)
4. Bordon, der Unsterbliche (1977)
5. Saturn ruft Delta-4 (1978)
6. Expedition in die Vergangenheit (1978)

Die Rollen und ihre Sprecher:
- Commander Randy Perkins: Horst Stark
- Major Peter Hoffmann: Gernot Endemann
- Professor Dr. Arthur Common: Franz-Josef Steffens
- Cindy Common: Gabi Libbach
- Ralph Common: Mathias Lorenz
- Oberst G. Camiel Jason: Andreas von der Meden (Ep. 2), Karl-Ulrich Meves (Ep.5)
- Bordon der Unsterbliche: Lothar Grützner (Ep. 4), Gottfried Kramer (Ep. 6),
- General Oregon: Helmo Kindermann (Ep. 3)
- General Crinian Hans Daniel (Ep. 4)
- Telepathische Stimme: Wolfgang Kaven

In weiteren Rollen: Andreas Beurmann, Volker Bogdan, Volker Brandt, Werner Cartano, Peter Kirchberger, Ernst von Klipstein, Lutz Mackensy, Rolf Mamero, Christian Mey, Hella von der Osten-Sacken, Jochen Sehrndt, Horst Schick, Heinz Trixner, Claus Wilcke.
Die Handlung
Der Dimensionsbrecher befindet sich noch im Experimentierstadium. Es wurde allerdings schon ein Kontakt zum achten Planeten der Wega hergestellt. Mit Kameras und Raumsonden wurden Informationen über den Planeten gesammelt. Ralph Common wird auf der Mondbasis von einer telepathischen Stimme in den Dimensionsbrecher gelockt. Er kann alle Sicherheitsbarrieren überwinden und wird auf den Wega-Planeten transportiert, wo sich seine Spur verliert.
Professor Common bittet Commander Perkins und Major Hoffmann darum, seinen Sohn von der fremden Welt zurückzuholen. Dies gelingt auch, jedoch teilt Ralph Common den beiden Männern mit, dass es eine Verbindung zwischen der Erde und der Wega geben muss, da es auf dem Planeten Karten gibt, die den Mittelmeerraum zeigen. Eine Verständigung mit den Weganern ist allerdings mit Ausnahme der telepathischen Stimme noch nicht möglich.
Im Lauf der Zeit erkennen die Weganer, dass ein Dimensionsportal zwischen den Welten entstanden ist. Sie schicken einen Botschafter zum Mond, der aber versehentlich von den Menschen getötet wird. Um zu vermitteln, reisen Perkins und Hoffmann erneut zur Wega. Der Versöhnungsversuch misslingt, Perkins wird gefangen genommen. Ein Befreiungsversuch gelingt zwar, jedoch wurde der Commander anscheinend einer Gehirnwäsche unterzogen und fällt für ein halbes Jahr in eine Art Wachkoma.
Zur gleichen Zeit, als Perkins wieder erwacht, erscheint ein Raumschiff der Weganer auf der Erde, dieses wird jedoch von den Menschen unbeabsichtigt abgeschossen. Einige Überlebende versuchen zum Dimensionsbrecher zu gelangen, um auf ihre Heimatwelt zurückzukehren. Professor Common will die Weganer ziehen lassen, die Militärs wollen die Außerirdischen aber verhören. Hals über Kopf gelingt ein Rücktransport zur Wega. Beim Dimensionssprung unterläuft allerdings ein Fehler: Perkins, Hoffmann und die Weganer werden in die Vergangenheit des Wegaplaneten geschleudert, wo die beiden Menschen ohne eigenes Verschulden für einen Mord verantwortlich gemacht werden. In allerletzter Sekunde spürt Professor Common die beiden Männer auf und kann sie zurückholen. Mittlerweile wurden Hinweise darauf gefunden, dass die Weganer etwas mit der biblischen Katastrophe von Sodom und Gomorra zu tun hatten.
Da auf der Wega alle Männer des abgeschossenen Raumschiffs als tot gelten, schicken die Weganer eine Raumflotte zur Erde, um sich zu rächen. Die Vernichtung der Menschheit scheint unausweichlich, als es Perkins gelingt, Kontakt mit dem mächtigen Weganer Bordon aufzunehmen. Er kann ihn davon überzeugen, dass es nötig ist, eine Zeitreise nach Sodom und Gomorra zu machen, wo die Konflikte zwischen Menschen und Weganern offensichtlich ihren Ursprung hatten. Am biblischen Ort kann geklärt werden, dass die Spannungen zwischen den beiden Rassen tatsächlich damals schon ihren Ursprung hatten, in einem Missverständnis der Weganer, das durch den Tod eines ihrer Würdenträger ausgelöst wurde und das in der Vernichtung der beiden Städte durch die Außerirdischen resultierte. Bordon und Perkins legen die Feindschaft zwischen Menschen und Weganern bei.

### Die ersten Romane
1979 erschienen zwei Commander-Perkins-Romane im Franz Schneider Verlag. Dabei nimmt H. G. Francis in beiden Büchern keinen Bezug auf die Handlung der Hörspielfolgen. Mit dem zweiten Roman wird ein neuer Charakter, der Roboter Camiel, eingeführt.
 Der rote Nebel
Um die Erde herum legt sich ein roter Schleier, der beim Absinken auf den Boden die Menschen verschwinden lässt. Man findet heraus, dass der Nebel als kleiner Ball aus dem Dimensionsbrecher kam und diesen dabei beschädigte. Nach der Reparatur reisen Commander Perkins, Major Hoffmann und Ralph Common auf den Planeten Empty, von dem der Nebel kam, und versuchen herauszufinden, wie man die fremdartige Substanz bekämpfen kann, die sämtliches Leben auf der Erde bedroht. Zurück auf dem Mond wird der rote Nebel in einen Teilchenbeschleuniger gelockt, in dem er fortan gefangen bleibt.
Planet der Seelenlosen
Ralph Common und alle Psi-begabten Menschen der Erde liegen im Sterben, eine telepathische Kraft vom Planeten Psion scheint ihre Gehirne zu zerstören. In letzter Sekunde kann man Ralph mit einem Spezialhelm vor dem Psi-Angriff schützen. Commander Perkins, Major Hoffmann, Ralph Common und der Roboter Camiel reisen nach Psion, um die Ursache des Angriffs zu untersuchen. Dabei stellen sie fest, dass auf dem fremden Planeten alle Einwohner wie seelenlose Maschinen agieren. Dort hat vor einiger Zeit ein Wissenschaftler einen Superroboter erfunden, der auch von ihm Besitz ergriffen hat. Dieser biologisch agierende Roboter versklavte dann die gesamte Bevölkerung und entwickelte parapsychische Fähigkeiten. Perkins und Hoffmann schalten diesen Roboter aus und vernichten die biologische Substanz.

### DieArrow-Trilogie
Der zweite Zyklus besteht aus drei Hörspielfolgen, die 1980 unter der Regie von Heikedine Körting beim Label Europa erschienen sind. Die Textvorlagen schrieb H. G. Francis. Zwei weitere Folgen wurden angekündigt, sind aber nie erschienen. H. G. Francis hat auch niemals Textvorlagen dafür geschrieben.
Die Lauflänge der einzelnen Hörspiele beträgt jeweils ca. 33 Minuten.
1. Verschollen in der Unendlichkeit (1980)
2. Der galaktische Waffenmeister (1980)
3. Das Mittlere Auge (1980)

Die Rollen und ihre Darsteller:
- Erzähler: Karl Walter Diess
- Commander Randy Perkins: Horst Stark
- Major Peter Hoffmann: Gernot Endemann
- Professor Dr. Arthur Common: Franz-Josef Steffens
- Cindy Common: Gabi Libbach
- Ralph Common: Mathias Lorenz
- Oberst G. Camiel Jason: Karl-Ulrich Meves
- Polcor: Reiner Brönneke
- James Colman: Volker Brandt
- Mr. Heller: Harald Pages
- Mr. Gels / Arrow: Werner Cartano
- Telepathisches Gefängnis: Peter Buchholz
- Das Mittlere Auge: Wolfgang Jürgen

Die Handlung
Professor Common hat einen Planeten ausfindig gemacht, der über und über mit Raumschiffwracks übersät ist. Die Militärs unter Oberst Jason haben in erster Linie Interesse, Waffen aus den zerstörten Raumschiffen zu bergen. Die Menschen werden bei ihren Forschungen von einem hochtechnisierten Volk, welches versucht die Erde durch den Dimensionsbrechers anzupeilen, aufgeschreckt. Man versucht hastig eine Evakuierung, allerdings bleiben Unterlagen auf Arrow zurück, die die galaktische Position der Erde verraten könnten. Bei einem Bergungsversuch werden Perkins und Hoffmann gefangen genommen. Das Mittlere Auge, eine intergalaktische Supermacht und deren galaktische Waffenmeister, die über Arrow herrschen, versuchen die beiden Männer zu verhören. Gerade noch rechtzeitig kann Professor Common die beiden zur Erde zurückholen. Doch Polcor, ein Waffenmeister, schlägt zurück und schickt einen Sonnenvernichter zur Erde, den Perkins und Hoffman dann unter schwierigen Manövern dem Mittleren Auge zurückgeben. Das Mittlere Auge ist deswegen so wütend, dass es den Planeten Arrow zerstört und Polcor zum Tode verurteilt. Perkins und Hoffmann werden aus den Trümmern des zerstörten Planeten Arrow schließlich von Professor Common gerettet.

### DerCopaner-Zyklus
Der dritte Zyklus besteht aus vier Romanen:
1. Der verbotene Stern (1980)
2. Im Land der grünen Sonne (1980)
3. Verloren in der Unendlichkeit (1981)
4. Im Bann der glühenden Augen (1981)

1980 und 1981 erschienen im Franz Schneider Verlag vier weitere Bücher, die einen zusammenhängenden Handlungsstrang ergaben. Auch hier wird kein Bezug auf den Arrow-Zyklus genommen, obwohl das Mittlere Auge erneut eine bedeutende Rolle spielt.
Die Handlung
Die Menschen beginnen den Planeten Lightfire, der beste Lebensbedingungen aufweist, zu kolonialisieren. Dabei sind sie bei der ersten Untersuchung des Planeten zu sorglos vorgegangen: Commander Perkins sowie Ralph Common und sein Freund George Croden entdecken bei einer Entdeckungstour in einer Höhle einen uralten Roboter. Die Maschine greift die drei an, fällt dabei aber aus Altersschwäche auseinander. Kurz danach setzt bei Ralph und George ein rapider Alterungsprozess ein, der die beiden langsam zu Greisen mutieren lässt. Auf der Suche nach der Ursache stellt sich heraus, dass Lightfire das zentrale Heiligtum des Sternenreiches der Copaner ist. Mehrere Satelliten umkreisen den Planeten und senden permanent eine Warnung, den Planeten zu betreten. Alle Völker, die es wagen Lightfire zu betreten, werden von den Copanern vernichtet. Die Menschen versuchen nun hastig, den Planeten zu evakuieren. Doch der copanische Hohepriester Arentes entdeckt die Menschen, bevor sie sich vollständig zurückgezogen haben. Es gelingt ihm, sich bei einem Rücktransport mit auf die Erde zu schmuggeln. Arentes findet die Menschen interessant und will sie studieren. Der friedliebende Copaner möchte zudem herausfinden, ob die Terraner es wert sind, verschont zu werden. Derweil legen die Menschen eine falsche Spur und täuschen vor, der Planet Escape sei die Erde. Die Copaner fallen auf die List herein und schleudern ein Schwarzes Loch auf die falsche Welt. Doch bei näheren Erkundungen von Escape stellen Perkins und sein Freund Major Hoffmann fest, dass der „Lockvogelplanet“ bewohnt ist. Fieberhaft versuchen die Menschen nun, das schwarze Loch mit Hilfe des Dimensionsbrechers vom Kurs abzulenken. Mit einem gigantischen Projekt wird das schwarze Loch umgelenkt und Escape vor dem Untergang bewahrt. Danach erforscht Professor Common gegen den Widerstand von Oberst Jason einen weiteren Planeten der Copaner, um mehr über das mächtigste Volk der Galaxies zu erfahren. Nachdem erste Untersuchungen mit Robotern durchgeführt wurden, sollen Commander Perkins, Major Hoffman und der Roboter Camiel zu diesem Planeten geschickt werden, um Informationen zu sammeln. Während des Transports durch die Dimensionen greift jedoch eine überlegene Macht in den Dimensionsbrecher ein und schickt die drei Reisenden auf eine andere Welt im Reich der Copaner. Nach mehreren Vorfällen, bei denen jene Macht die Hände im Spiel hat, welche auch den Dimensionsbrecher manipulierte, stürzen Perkins, Hoffman und Camiel in einem Raumschiff auf einem Planeten ab, auf dem es zu Überlappungen unseres Universums mit dem eines anderen kommt. Die Copaner haben auf diesem Planeten einen riesigen Gebäudekomplex errichtet, in dem eine hochkomplexe Maschinenanlage untergebracht ist, welche diese Dimensionslücken verschließen soll, um ein Einbrechen des fremden Raums in unser Universum zu verhindern. Während ihrer durch die fremde Macht gesteuerten Odyssee wurden Perkins und seinen Freunden falsche Informationen vermittelt, so dass sie in dem Gebäudekomplex eine Ortungsanlage sehen, welche den Dimensionsbrecher und damit die Erde anpeilen soll. Um dies zu verhindern, dringen die drei Terraner in das Gebäude ein, setzen die dort arbeitenden Copaner außer Gefecht und leiten eine Überlastung des Fusionreaktors ein. Professor Common hat indessen Kontakt mit Arentes aufgenommen, um etwas über den Verbleib von Perkins und seinem Team zu erfahren. Kurz vor der Zerstörung retten Professor Common und Arentes das Abwehrfort. Zur gleichen Zeit verschwinden Perkins, Hoffmann und der Professor durch eine Dimensionslücke im Paralleluniversum. Die Herrscher des Paralleluniversums wollen in die Milchstraße übersiedeln, weil ihr Universum zusammenstürzt. Perkins und Hoffman wollen helfen, aber die Wesensart der Parallelbewohner lässt das nicht zu. Sie hatten bereits den Roten Nebel geschickt, um die Milchstraße zu entvölkern. Professor Common und seine Freunde wenden die Gefahr aus dem Paralleluniversum ab und es kommt zur Freundschaft mit den Copanern.

### DerSieben-Säulen-Zyklus
Der vierte Zyklus besteht aus drei Romanen:
1. Der dritte Mond (1983)
2. Das Rätsel der sieben Säulen (1984)
3. Die Zeitfalle (1984)

1983 und 1984 erschienen im Franz Schneider Verlag die letzten drei Romane. Diese bildeten den Auftakt zum Sieben-Säulen-Zyklus. Mindestens ein weiterer Roman war in Vorbereitung, ist jedoch nicht mehr erschienen. Daher ist dieser Handlungsstrang unvollendet.
Die Handlung
Bei Forschungen auf dem Planeten Phart stoßen Perkins, Hoffmann, Camiel und Cindy Common auf ein in der Erde vergrabenes Schläferschiff. An Bord befindet sich ein kriegerisches Volk, für welches der Planet ein Gefängnis darstellt. Die Menschen wecken diese Krieger auf und ahnen nicht, welche Gefahr sie damit für andere Planeten heraufbeschwören. Das Schiff nimmt Kurs auf den Planeten Canyoura, um ihn anzugreifen. Perkins und die anderen reisen nach Canyoura, um die Bevölkerung zu warnen. Man glaubt ihnen jedoch nicht, weil niemand es wagen würde, den Planeten anzugreifen, da sich dort die erste der Sieben Säulen befindet. Als die Menschen nach der Bedeutung der Sieben Säulen forschen, werden sie gefangen genommen und zu Gladiatoren ausgebildet, um die Canyouren zu unterhalten. Auf ihrer Flucht finden Perkins und Hoffmann heraus, dass das Geheimnis der ersten Säule die Unsterblichkeit ist. Perkins, Hoffmann und Ralph lösen das erste Rätsel der sieben Säulen und dringen mit Hilfe des Dimensionsbrechers in die Zeitgruft ein und werden für erst einmal ein Jahr relativ unsterblich. Um das zweite Rätsel zu lösen, müssen sie auf den Mond eines Planeten einen Energieschirm durchbrechen, um endgültig unsterblich zu werden. Aber das Mittlere Auge will dies mit Hilfe einiger abtrünniger Copaner verhindern. Perkins und Hoffmann geraten in die Zeitfalle, so dass sie in kurzer Zeit das Jahr verbrauchen, und zu sterben drohen. Kurz vor Ablauf der Frist fliehen Ralph, Perkins und Hoffmann zum Erdmond zurück, um auf den geheimnisvollen Mond zu gelangen. Mittlerweile versucht Oberst Jason, die endgültige Unsterblichkeit zu verhindern. Aber Perkins schafft es mit Hoffmann und Ralph doch noch, den geheimnisvollen Ort zu erreichen, und sie werden dann unsterblich. Zudem erhalten die Erde und ihr Mond einen Schutzschirm, der etwaige Angriffe von Außen verhindern soll. Oberst Jason ist nicht gerade erfreut, denn seine Sicherheitsarbeit wird damit überflüssig.

## Die Vertonung der Romane
Die neun Romane von H. G. Francis wurden vom Hörspiel-Label Maritim vertont. Sie erschienen unter dem Namen Das Sternentor, da Europa die Namensrechte an Commander Perkins besitzt.
Die einzelnen Folgen:
1. Der rote Nebel (2002)
2. Planet der Seelenlosen (2003)
3. Der verbotene Stern (2003)
4. Im Land der grünen Sonne (2004)
5. Verloren in der Unendlichkeit (2006)
6. Im Bann der glühenden Augen (2006)
7. Der dritte Mond (März 2008) Doppel-CD
8. Das Rätsel der sieben Säulen (April 2008) Doppel-CD
9. Die Zeitfalle (Januar 2009) Doppel-CD

Die Rollen und ihre Darsteller:
- Erzähler: Jürgen Neumann
- Commander Randy Perkins: Ernst Meincke (Ep. 1–8), Christian Mey (Ep. 9)
- Major Peter Hoffmann: Nicolas Böll
- „Camiel“: Michael Pan
- Professor Dr. Arthur Common: Rolf Jülich (Ep. 1–4), Helmut Krauss (Ep. 5–9)
- Cindy Common: Karin Eckhold (Ep. 1–6), Melanie Manstein (Ep. 7–9)
- Ralph Common: Wolfgang Bahro
- Oberst G. Camiel Jason: Thomas Kästner
- Arentes: Frank Straass (Ep. 3), Peter Groeger (Ep. 4–6)
- George Croden: Sascha Draeger (Ep. 1–3)
- Marco Catar: Michael Habeck (Ep. 7–8)

In weiteren Rollen: 
Gerhard Acktun, Peer Augustinski, Volker Brandt, Niels Clausnitzer, Tanja Dohse, Eckart Dux, Sabine Gutberlet, Sabine Hahn, Michael Harck, Thomas Karallus, Günter Lüdke, Robert Missler, Ben Münchow, Reent Reins, Charles Rettinghaus, Ursula Vogel, Pia Werfel, Claus Wilcke.